# 圣彼得罗-韦尔诺蒂科
圣彼得罗-韦尔诺蒂科（義大利語：San Pietro Vernotico），是意大利布林迪西省的一个市镇。总面积46平方公里，人口14430人，人口密度313.7人/平方公里（2009年）。ISTAT代码为074016。